# CR-39

Estrutura

CR-39 ou carbonato de polialildiglicol é um polímero de plástico muito utilizado na manufatura de lentes oftálmicas. A abreviação refere-se a formula de número 39 do projeto Columbian Resins de 1940. Trata-se de um material com densidade de 1,32 g/cm³,  índice de refração 1,498 e número de Abbe 58.